# Пасквих, Иоганн
Иоганн Пасквих (редко Пасквич; нем. Johann Pasquich; 3 января 1753, Сень — 15 ноября 1829, Вена) — австрийский математик и астроном. По национальности был венгром. Считается пионером сферической астрономии в Венгрии.
Известно, что он имел богословское образование, докторскую степень и сан католического священника. Образование получил в Загребе, до 1778 года учился в Граце и до 1782 года в Буде, после чего два года был пастором в родном городе. С 1784 года был адъюнктом на кафедре физики Пештского университета, с 1786 года вёл работу при обсерватории университета. В 1789 году стал ординарным профессором высшей математики, в 1791 году получил медаль на золотой цепи за свои исследования, но в 1797 году вышел в отставку по состоянию здоровья, так как часто страдал приступами лихорадки. Следующие четыре года работал наблюдателем при обсерваториях в Вене и Готе, в 1802 году, когда его здоровье перестало вызывать у врачей опасения, вернулся в Пештский университет и в 1803 году стал заместителем директора принадлежащей университету обсерватории в Офене. С 1807 года преподавал астрономию в университете, одновременно возглавляя работу по поиску места и сбору инструментов для возведения новой обсерватории; эта обсерватория была открыта в октябре 1815 года, и Пасквих возглавил её до 1824 года, после чего вышел в отставку. Остаток жизни провёл в Вене, занимаясь научной работой. На развитие науки им было завещано 8000 форинтов; в 1848 году эта сумма перешла от родственников в распоряжение университета Будапешта, в котором с 1863 года была учреждена стипендия его имени.
Как учёный много занимался задачами математической географии, а также маятником, преломлением лучей, употреблением наблюдений за Полярной звездой и так далее; в период работы профессором математики занимался в основном математическим анализом и его применением к теории машин. В 1823 году его помощник Даниил Кмет обвинил его в том, что он производил наблюдения на непроверенных инструментах и крайне небрежно относился к сравнению наблюдений («Zach’s Correspondance») во время наблюдений кометы в 1821 году. Шумахер нашёл обвинение не основательным (статья «Ehrenrettung Pasquich’s», в «Astronomische Nachrichten»).
Главным трудом Пасквиха считается «Epitome elementorum astronomiae sphaericae calculatoriae»(Вена, 1810). Другие его труды: «Compendiaria euthymetriae institutio» (Салисбург, 1782); «Versuch e. Beiträgs z. allgem. Theorie von d. Bewegung u. vortheilhaftest. Einricht. d. Maschinen» (Лейпциг, 1789); «Unterricht in d. mathemat. Analysis u. Maschinenlehre» (в 2-х книгах, Лейпциг, 1790—1791); «Erweiterungen und Berichtigungen dazu» (там же, 1798); «Elementa analyseos et geometriae sublimioris etc.» (также и под заглавием «Opuscula statico-mechanica, principiis analyseos finitorum superstructa» 2 тома, там же, 1799); «Rechenschaft von meineu Vorschlägen z. Betordr. d. Astronomie auf d. K. (Universitats-Sternwarte in Ofen» (Офен, 1808); «Anfangsgrunde d. gesammt. theoretisch. Mathematik» (в 2-х книгах, там же, 1812); «Kleine logaritlim-trigonometr. Tafeln» (Лейпциг, 1817).
В научных журналах были напечатаны следующие его статьи: «Versuch über d. Lehre von Gleichgewicht d. Krafte am Hebel» (Bernoulli u. Hindenb., Лейпциг и Магдебург, 1786, St. 4); «Über d. Dimensionem d. Erdsphäroids» («Zach’s Corresp.», II, 1800); «Über Gebrauch d. Pendellehre bei Annahme d. ellipsoid. Gestalt d. Erde» (там же); «Über d. Krummungs-Ellipsoide für d. nordl. Halite unserer nordl. Halbkugel» (там же, VIII, 1803); «Über d. Flachenraum d. Erdzonen» (там же, IX, 1804); «Reduction d. ausser d. Meridian beobachteten Zenithdistanzen auf d. Meridian» (там же, XII, 1805); «Über d. Gebrauch der Beobacht. d. Polarsterns» (там же, XVIII, 1808); «Planetenbeobachtungen u. geogr. Ortsbestimmungen» (там же, V до XXV).